# Арадео
Арадео (итал. Aradeo) — город в Италии, расположен в регионе Апулия, подчинён административному центру Лечче (провинция).
Население составляет 9725 человек (на 2004 г.), плотность населения составляет 1151 чел./км². Занимает площадь 8 км². Почтовый индекс — 73040. Телефонный код — 00836.
Покровителем города почитается святитель Николай, Мирликийский Чудотворец, празднование во второе воскресение мая.